# Гран Сасо д’Италија
Гран Сасо д’Италија (итал. Gran Sasso d'Italia; досл. Велика стијена Италије) планински је масив у Абруцу у региону централне Италије. Његов први врх, Велики рог највећа је планина у централној Италији. Гран Сасо чини центар националног парка Монти дела Лага, који је успостављен 1993 и садржи највеће планине у континенталној Италији јужно од Алпа и дио су Апенина, планинског вијенца који се протеже цијелом дужином Апенинског полуострва.

## Историја
Хотел на пола пута од врха Кампо Императореа је мјесто гдје је италијански фашистички диктатор Бенито Мусолини био ухапшен од августа до септембра 1943, када је ослобођен од стране нациста. Висораван је такође сједиште станице Кампо Императоре опсерваторија Рима, гдје се спроводе истраживања о астероидима и другим астрономским објектима. На јужном ободу Кампо Императореа, у склопу границе са националним парком, налазе се три средњевјековна градића, којима су некада владали Медичијеви: Калазчо, који се налази прије античке тврђаве Рока Калазчо, Санто Стефано ди Сесанио и Кастел дел Монте.
Године 2005, врх висок 2.424 m претходно зван Гендерм, промијенио је име у Јован Павле II, на датум рођења Јована Павла II, који је умро мјесец раније. Он је Гран Сасо посјетио много пута, истичући да га подсјећа на планине из родне Пољске.
У јануару 2017 догодила се лавина у Гран Сасоу. Након серије земљотреса који су погодили тај регион, већина гостију хотела окупила се на првом спрату, чекајући евакуацију, када је избила лавина. У том тренутку, 40 људи (28 гостију и 12 радника) било је у хотелу. Лавина је проузроковала урушавање дијела крова и помјерање хотела 10 метара низ планину. Италијанске власти су процијениле да је лавина била тешка између 40.000 и 60.000 тона када је погодила хотел, а тежина је нарасла до 120.000 тона, док су снијег и лед притискали хотел.
Лавина је потпуно уништила хотел Ригопјано са четири звјездице, убивши 21 особу.

## Наука
Године 1984. изграђен је тунел са двије траке, дуг 10 km, у склопу ауто пута, кроз масив Гран Сасо. Године 1995, изграђен је други паралелни тунел. Конструкција тунела укључује подземну лабораторију за физику у Асерђију.
Лабораторија је окружена са три велике подземне коморе, које леже 1.400 метара испод површине. Градња лабораторије и другог тунела изазвала је велико противљење италијанских и међународних еколошких организација, укључујући Про натуру, ЛИПУ и клуб Алпино из Италије, као и Свјетску фондацију за природу, Гринпис и Пријатеље земље. Заштитници животне средине истакли су да ће лабораторија за нуклеарну физику лежати на једној или двије високо активне сеизмичке грешке, које ће изградња тунела помијешати са главним аквиферима; као и да ће њихова изградња деградирати еколошки осјетљиву и значајну област. Подземна лабораторија, која је отворена 1989, са својом ниском радијацијом, користи се за експерименте из елементарне и нуклеарне фузике, укључујући изучавања неутрина, космичког зрачења, тамне материје, радиоактивности, као и из геологије и биологије.
LNGS (итал. Laboratori nazionali del Gran Sasso) је одредиште неутрина укључених у аномалији брже од свјетлости, објављене у септембру 2011.
На љето 2014, објекат је био инструмент у потврђивању претходних теорија о главном извору енергије сунца, када фузија два протона производи неутрино

## Ђиро д’Италија
Гран Сасо је на Ђиро д’Италији вожен шест пута до сада. Први пут се на Ђиру нашао 1971, на етапи 5, побиједио је Висенте Лопез Карил. Други пут на Ђиру, Гран Сасо је вожен 1975, на трећој етапи. Циљ етапе у дужини 175 km био је успон Прати ди Тиво, Ђовани Батаљин је побиједио. На Гран Сасо није се ишло десет година, а трећи пут вожен је 1985 године, циљ је био као и прве године — Кампо Императоре. На етапи дугој 195 km тријумфовао је Франко Кјочоли. Године 1989, Гран Сасо се нашао на Ђиру по четврти пут, у дужини 183 km, са циљем у Кампо Императореу. Тријумфовао је Данац Џон Карлсен, 29 секунди испред Луиса Ерере. Десет година се чекало на повратак на Гран Сасо, који је пети пут вожен на Ђиру 1999. Етапа је била дуга 253 km, побиједио је Марко Пантани. Пантани је ишао ка својој другој побједи на Ђиру, након етапе 20 имао је 5 минута предности испред Паола Саволделија, али је у јутро прије старта етапе 21 дисквалификован због високог нивоа хематокрита. У знак протеста, цијели тим за који је Пантани возио — Меркаторе Уно, напустио је Ђиро.
Након 18 година, Гран Сасо је вожен на Ђиро д’Италији 2018. Вожен је на деветој етапи, у дужини од 224 km, циљ је био на Кампо Императореу. Тријумфовао је Британац Сајмон Јејтс, у розе мајици. На циљ је стигао са Тибом Пиноом и Естебаном Чавез, које је побиједио у спринту.

### Етапе на Ђиро д’Италији
| Година | Етапа | Старт етапе  | Дистанца (km) | Побједник етапе     | Лидер трке     |
| ------ | ----- | ------------ | ------------- | ------------------- | -------------- |
| 2018.  | 9     | Пезко Санита | 224           | Сајмон Јејтс        | Сајмон Јејтс   |
| 1999.  | 8     | Пескара      | 253           | Марко Пантани       | Марко Пантани  |
| 1989.  | 8     | Корно        | 183           | Џон Карлсен         | Ерик Брекинк   |
| 1985.  | 14    | Фрозиноне    | 195           | Франко Кјочоли      | Бернар Ино     |
| 1975.  | 3     | Анкона       | 175           | Ђовани Батаљин      | Ђовани Батаљин |
| 1971.  | 5     | Пезкасероли  | 198           | Висенте Лопез Карил | Уго Коломбо    |